# Piórosz pierzasty
Piórosz pierzasty, grzebieniasty (Ptilium crista-castrensis (Hedw.) De Not.) – gatunek mchu należący do rodziny rokietkowatych (Hypnaceae). Występuje w Europie, Azji i Ameryce Północnej. W Polsce spotykany w całym kraju.

## Morfologia
PokrójTworzy miękkie, luźne, rozległe, jasno lub żółtozielone darnie złożone z łodyg regularnie rozgałęzionych (jak miniaturowe liście paproci), przypominające pióro ptaka.
ŁodyżkaŁodygi koloru czerwonawego, proste o długości od 5 do 10 cm pierzasto rozgałęzione, gałązki ułożone w jednej płaszczyźnie, ok. 2 cm długie, przy szczycie łodyżek krótsze, na szczycie hakowato zgięte.
ListkiŁodyżkowe, gęsto ustawione i przylegające do łodygi, sierpowato wygięte o długości od 2 do 3 mm i szerokości 1,2 mm, krótko zbiegające się, u podstawy szerokie lancetowate na szczycie z kończykiem lub zaokrąglone.
SporofitPuszki cylindryczne, zgięte, osadzone bocznie na falistych, czerwonych szczecinkach. Zarodniki rdzawe.

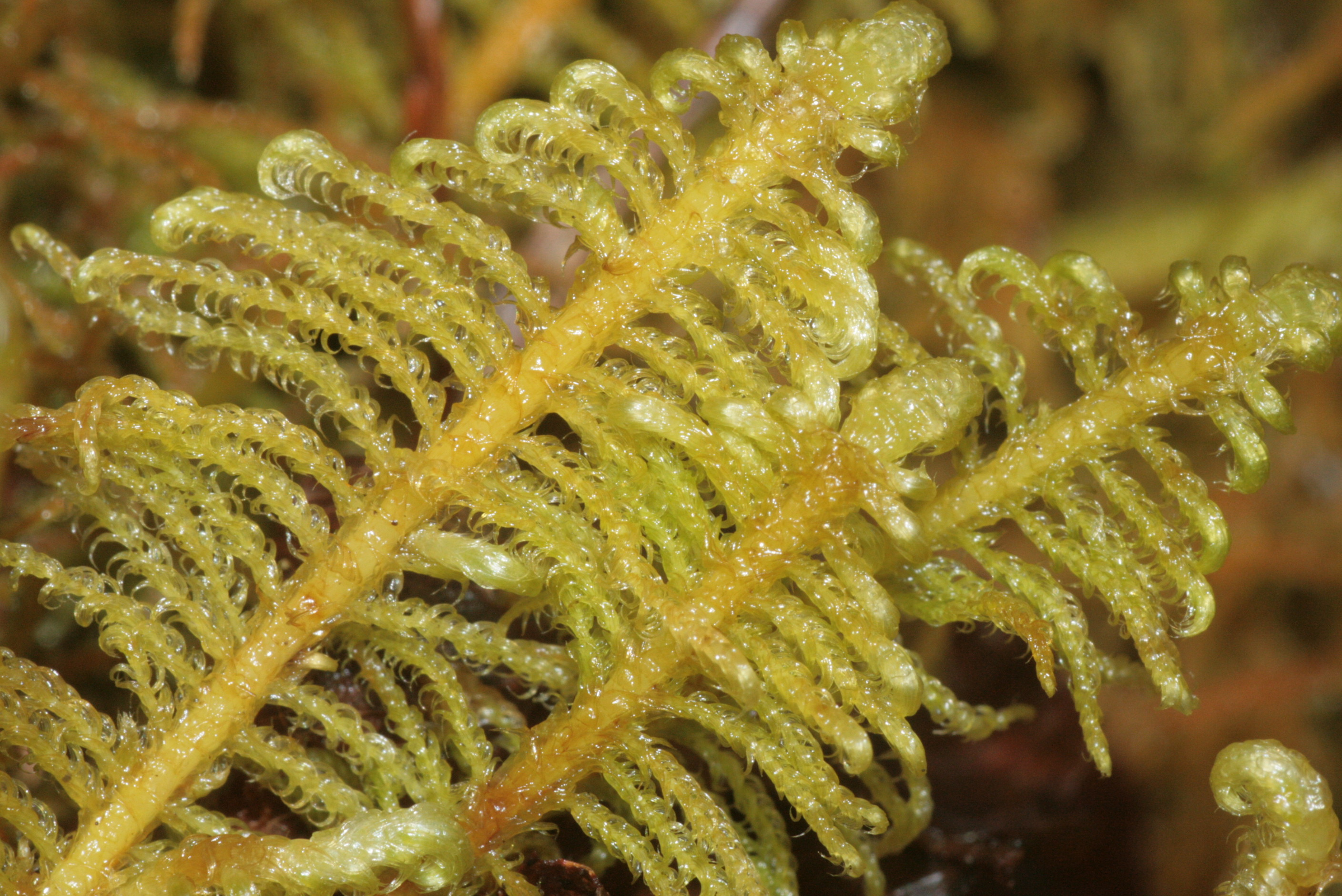
Ulistnione łodyżki
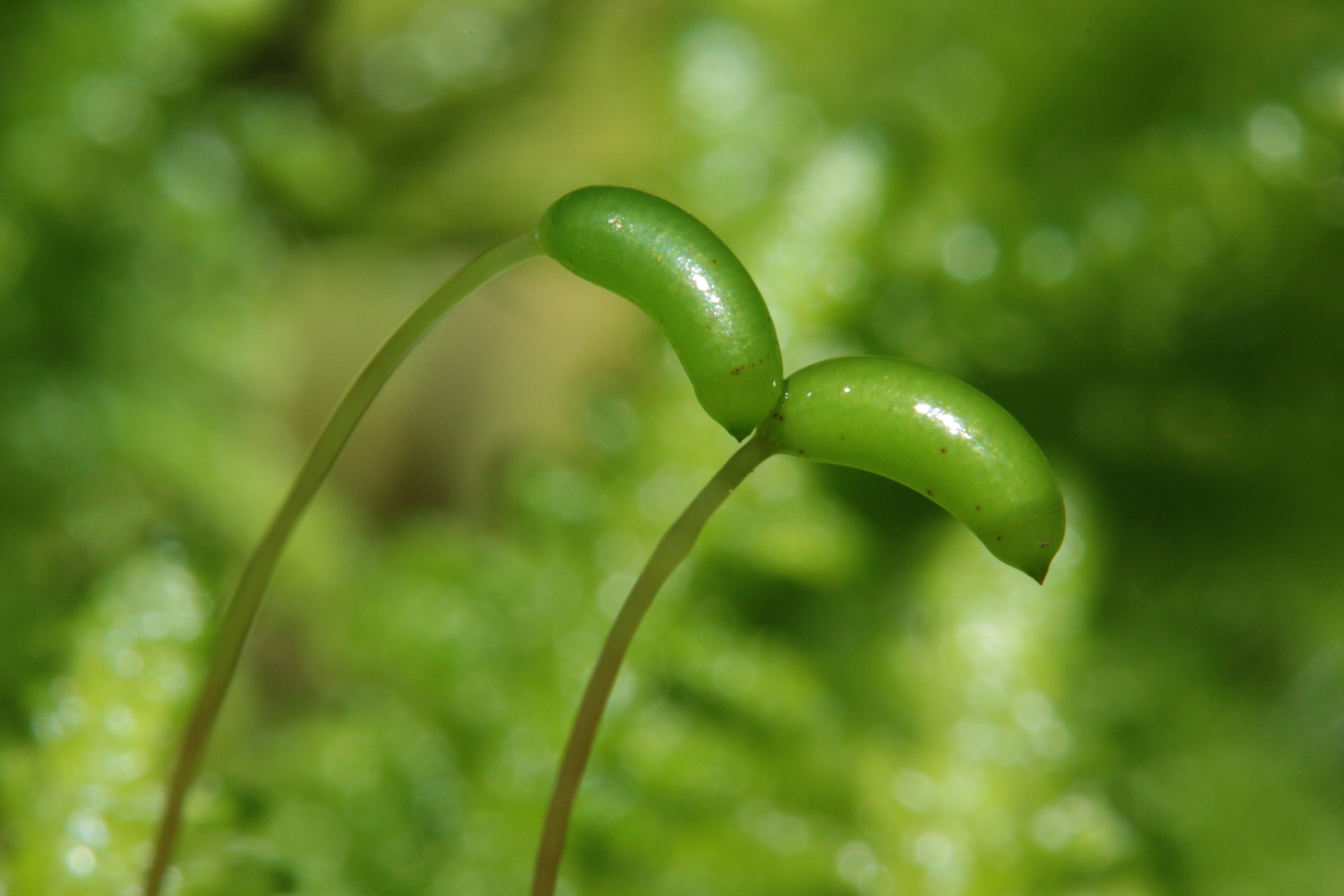
Puszki

## Ekologia i biologia
Występuje w borach sosnowych i świerkowych, borach bagiennych. Rośnie głównie na słabo kwaśnych mokrych glebach leśnych, na podstawach pni drzew i na humusie na skałach.

## Zagrożenie i ochrona
Roślina objęta jest w Polsce częściową ochroną od 2001 r., obecnie na podstawie Rozporządzenia Ministra Środowiska z dnia 9 października 2014 r. w sprawie ochrony gatunkowej roślin.